# 新界南海同鄉會
新界南海同鄉會，是香港眾多同鄉會之一，在1972年2月11日由僑居香港、祖籍中國廣東省佛山市南海區的人士成立，會址位於粉嶺聯和墟和泰街41號2樓，鄰近心誠中學。
新界南海同鄉會擁有比較濃厚的泛藍色彩，屬於親中華民國、親國民黨之同鄉會，每年的十月十日為中華民國國慶日，該會均組織會員到位於屯門的青山紅樓去拜謁中華民國國父孫中山先生。除了新界南海同鄉會外，位於中環的旅港南海九江商會亦參與不少親中華民國有關的活動。
新界南海同鄉會以祖籍南海區的香港居民均可申請入會。
2008年，新界南海同鄉會參與由蔣公中正香港協會主辦，藍天服務團協辦之「香港各界紀念中華民國先總統 蔣公一二二誕辰圖片展覽會」，並聯合發起成立「香港各界紀念先總統 蔣公一二二誕辰大會」。2015年，新界南海同鄉會聯同其他泛藍團體舉辦抗日戰爭勝利70周年之紀念活動。